# Sakramentarium

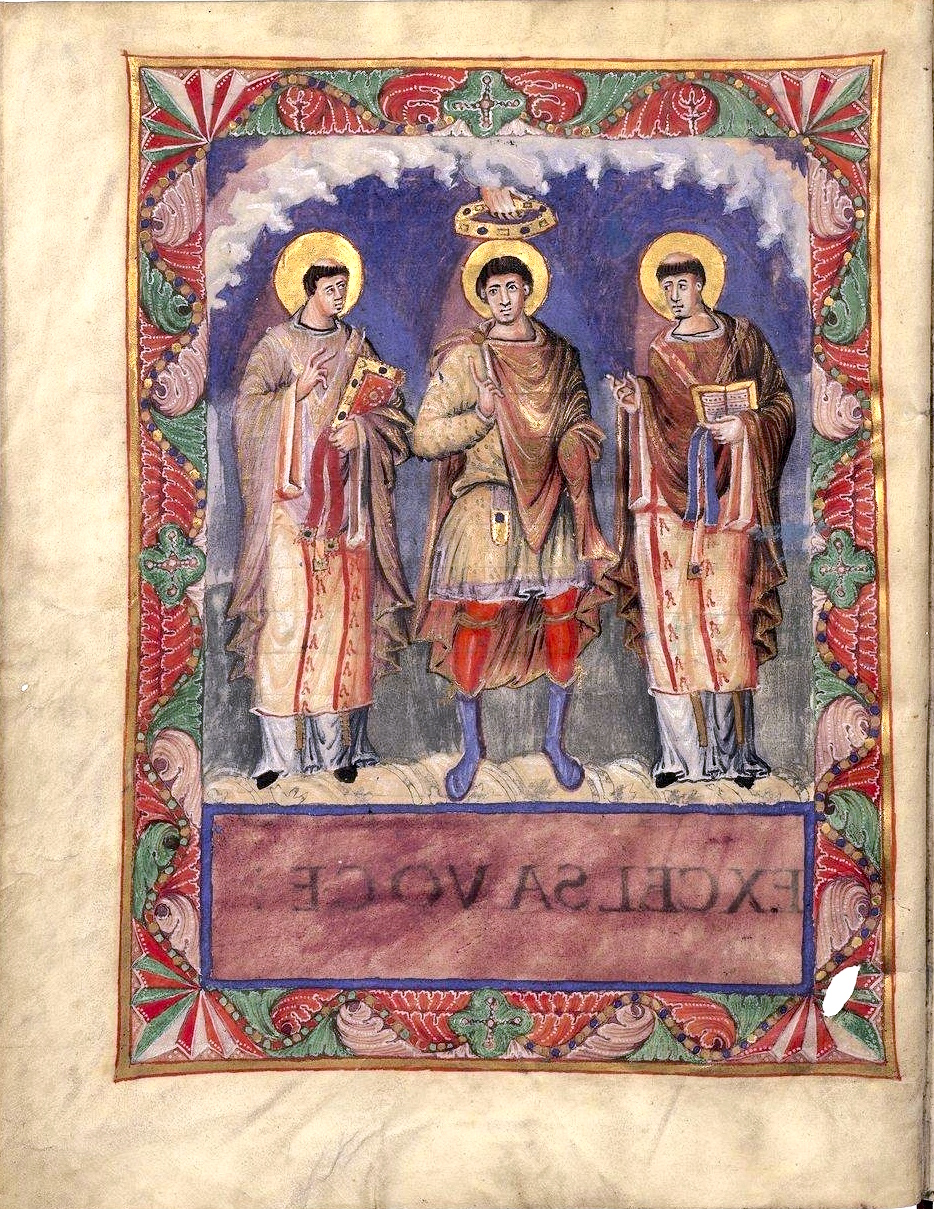
En bild ur ett sakramentarium som tillhört Karl den skallige (Sakramentariet från Metz), cirka 870.

Ett sakramentarium är ett medeltida bokverk med den text som läses av en präst under mässan och andra gudstjänster. Böckerna skrevs egentligen för biskopar och andra högre prästmän som till exempel abbotar. Många rikt illuminerade manuskript har bevarats. 
Även om man i USA och andra engelsktalande länder under senare delen av 1900-talet använde ordet sacramentarium ("sacramentary") som beteckning på den engelskspråkiga översättningen av det romerska missalet är det inte detsamma som ett missale. Ett sakramentarium innehåller mer än ett missale jämfört med andra gudstjänster och på samma gång mindre eftersom av andra personer lästa texter och läsestycken inte finns med.
Sakramentariet är celebrantens bok och som innehåller alla och bara de ord som sägs eller sjunges av honom. Vanligen förutsätts att det samtidigt tjänstgör en kör och en diakon. Vid den tid då dessa böcker skrevs var det inte brukligt för celebranten vid altaret att repetera det som sjöngs av andra deltagare under gudstjänsten, något som blev regel i den tridentinska riten. Det enda undantaget till denna regel var evangeliet som i den tridentinska mässan sjungs av diakonen medan prästen lyssnar och samtidigt läser texten tyst för sig själv, såsom han gör då episteln sjungs. Därför innehåller sakramentariet inte dessa delar av mässan, inte heller introitus, graduale, offertorium och så vidare, utan bara kollektbönen, prefationen och kanon.
Sakramentariet innehåller även texter för andra förrättningar än mässan. Sakramentariets författare förutsatte att celebranten vanligen var biskop, vilket gör att det också innehåller texter för prästvigning, konsekration av till exempel en kyrkobyggnad och av altare samt för exorcism och välsignelse. Dessa texter fördes senare in i Pontificale Romanum och i ritualen.
Ett antal olika versioner av texter för sakramentarier, huvudsakligen ur den romerska riten, har bevarats helt eller delvis. De mest betydelsefulla av dessa textgrupper är den leoninska, den gelasianska och den gregorianska boken. Deras datering, upphovsmän, upphovsplats och ursprungliga syfte har varit föremål för många diskussioner.
Uttrycket "sakramentarium" är synonymt med Liber Sacramentorum, som till exempel används i den gelasianska boken. Dess form är därvid samma form som för beteckningen hymnarium på en hymnsamling. Gennadius av Marseille (400-talet) sade till exempel om Paulinus av Nola: Fecit et sacramentarium et hymnarium: ungefär "han gjorde ock sakramentarium och [ett] hymnarium" (De viris illustribus, XLVII). Ordet sacramentum eller sacramenta i detta fall avser mässan. Sacramenta celebrare eller sacramenta facere är en vanlig beteckning på att förrätta mässan..